# Musée des Beaux-Arts de Pau
Musée des Beaux-Arts de Pau – muzeum sztuki we francuskim Pau
Muzeum znajduje się w budynku wybudowanym w 1931 roku, zaprojektowanym przez architekta Jacques’a Ruilliera. Budynek wzniesiony został na planie krzyża greckiego, nawiązując do sztuki bizantyjskiej. Elewacja nawiązuje do sztuki greckiej (pilastry, dorycki fryz).

## Kolekcja
Musée des Beaux-Arts de Pau zostało założone w 1864 roku z inicjatywy Towarzystwa Przyjaciół Sztuk Pięknych. Pierwsze obrazy zostały wypożyczone ze zbiorów miasta wśród których było płótno Eugene Devéria. Fundamentem dla kolekcji obrazów była kolekcja Louisa La Caze, który w 1872 roku przekazał 30 obrazów m.in. Bassana lub Zurbarana. Prócz tego w kolekcji muzeum można podziwiać wiele dzieł europejskich mistrzów z okresu od XV do XX wieku ze szkół flamandzkich, holenderskich, włoskich, hiszpańskich i francuskich m.in. Giordano, Rubensa, Fantin-Latoura, Morisot, Lhote, Marqueta, El Greca czy Degasa.

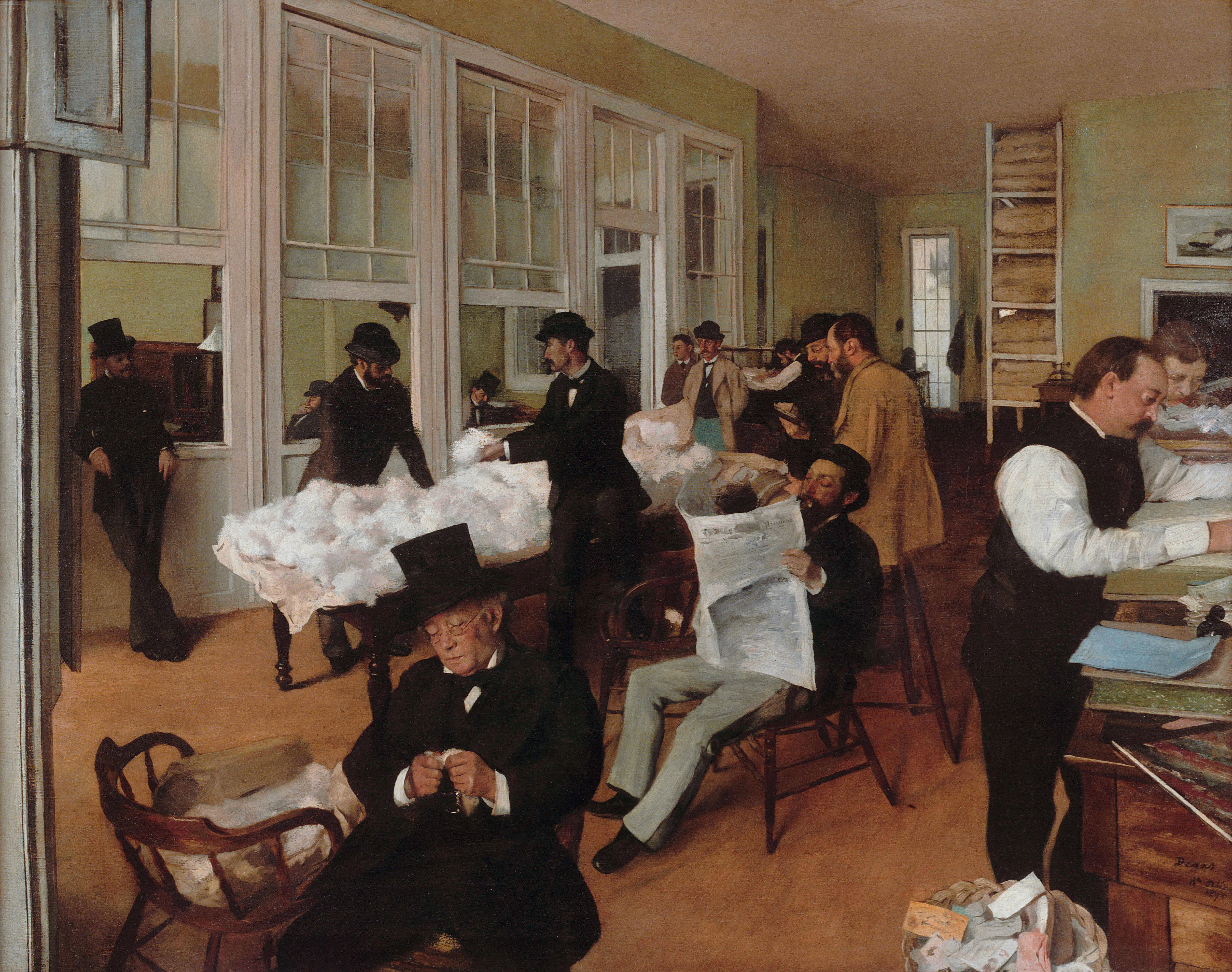
Kantor bawełny w Nowym Orleanie Edgar Degas
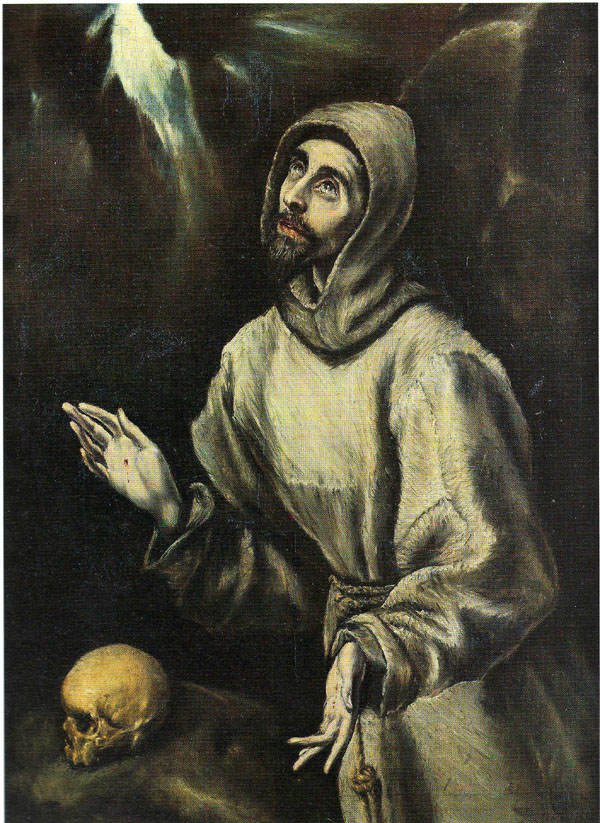
Święty Franciszek w ekstazie, El Greco
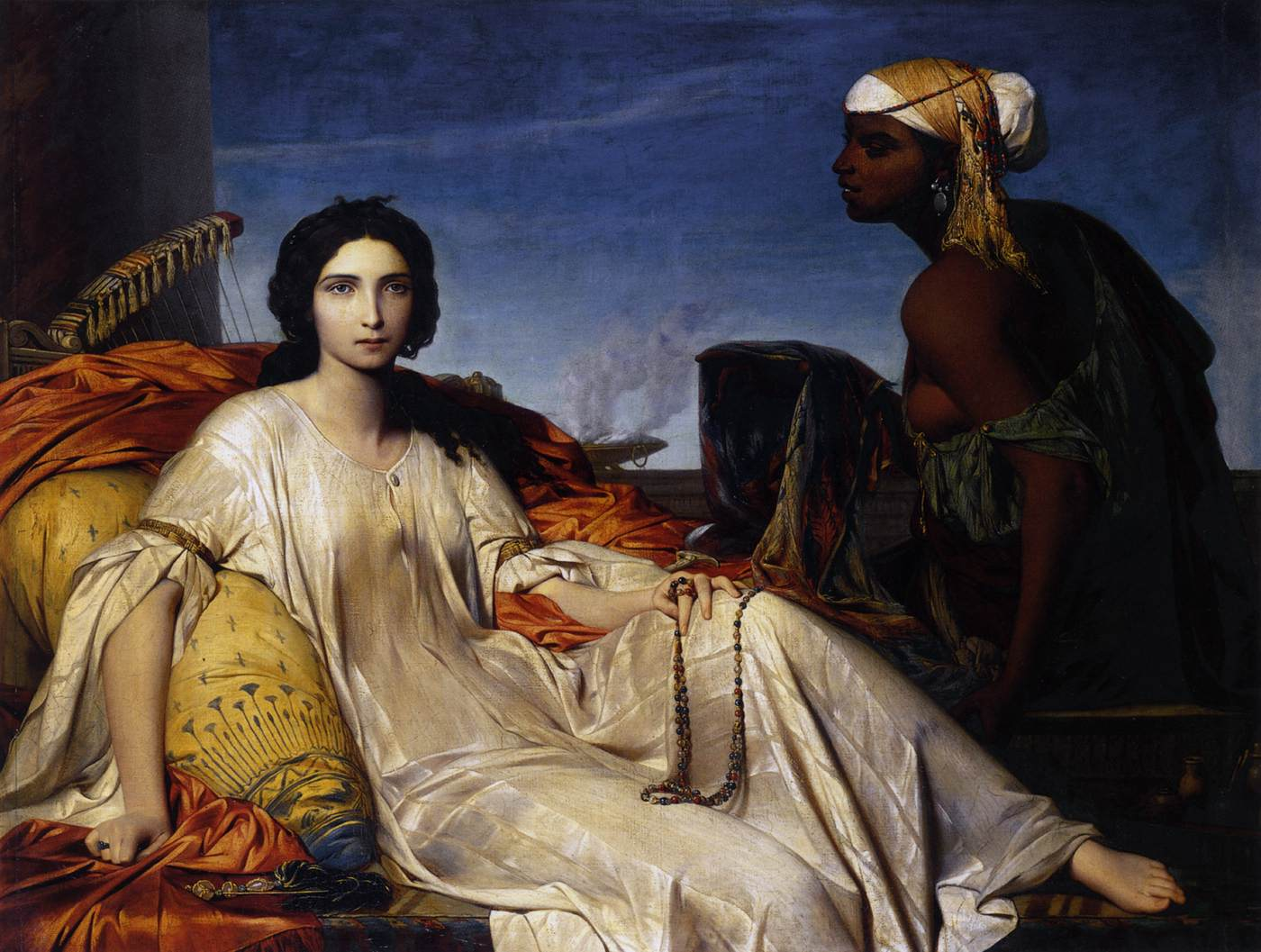
Estera, François-Léon Bénouville